# مارسنا رادولف پاتریک
پاتریک متولد شد و در شهرستان جفرسون، نیویورک (در نزدیکی واترتاون). او در ایری کانال و به‌طور خلاصه آموخت. منصوب شد به ایالات متحده آکادمی نظامی در نزدیکی وست پوینتو فارغ‌التحصیل در سال ۱۸۳۵. در ابتدا منصوب brevet به عنوان ستوان دوم در پیاده‌نظاماو پیشنهاد شد برای اولین ستوان در سال ۱۸۳۹ خدمت در سمینول جنگ. پاتریک خدمت در مکزیک و آمریکا جنگ شد و دوباره ترویج این بار برای کاپیتاندر سال ۱۸۴۷. او منصوب شد brevet عمده در سال ۱۸۴۹ برای «شایسته انجام در حالی که در خدمت دشمن کشور است.» اما پاتریک تصمیم به استعفا از ارتش در سال ۱۸۵۰ و به نیویورک بازگشت.